# OPRPN
OPRPN (англ. Opiorphin prepropeptide) – білок, який кодується однойменним геном, розташованим у людей на 4-й хромосомі. Довжина поліпептидного ланцюга білка становить 248 амінокислот, а молекулярна маса — 27 217.
| 10         |  | 20         |  | 30         |  | 40         |  | 50         |
| ---------- |  | ---------- |  | ---------- |  | ---------- |  | ---------- |
| MKLTFFLGLL |  | ALISCFTPSE |  | SQRFSRRPYL |  | PGQLPPPPLY |  | RPRWVPPSPP |
| PPYDSRLNSP |  | LSLPFVPGRV |  | PPSSFSRFSQ |  | AVILSQLFPL |  | ESIRQPRLFP |
| GYPNLHFPLR |  | PYYVGPIRIL |  | KPPFPPIPFF |  | LAIYLPISNP |  | EPQINITTAD |
| TTITTNPPTT |  | ATATTSTSTK |  | PTMTISSSTV |  | PISSTPEPAT |  | SISAATPAAS |
| TENTTQILAN |  | RPHTVLLNAT |  | VQVTTSNQTI |  | LSSPAFKSFW |  | QKLFAIFG   |

A: Аланін

C: Цистеїн

D: Аспарагінова кислота

E: Глутамінова кислота

F: Фенілаланін

G: Гліцин

H: Гістидин

I: Ізолейцин

K: Лізин

L: Лейцин

M: Метіонін

N: Аспарагін

P: Пролін

Q: Глутамін

R: Аргінін

S: Серин

T: Треонін

V: Валін

W: Триптофан

Кодований геном білок за функцією належить до інгібіторів протеаз. 
Секретований назовні.